# Troféu HQ Mix de melhor publicação infantil
Publicação infantil é uma das categorias do Troféu HQ Mix, premiação brasileira dedicada aos quadrinhos que é realizada pela Associação dos Cartunistas do Brasil (ACB) e pelo Instituto do Memorial das Artes Gráficas do Brasil (IMAG) desde 1989.

## História
As categorias "Álbum infantil" e "Revista infantil" foram criadas na primeira edição do Troféu HQ Mix, em 1989, com o objetivo de premiar obras em quadrinhos voltadas a crianças. A categoria "Álbum infantil" não foi concedida entre 1990 e 1997, tendo voltado em 1998.
A partir de 2008, as duas categorias foram unificadas como "Publicacão infantil", recebendo o nome de "Publicação infantojuvenil" no ano seguinte. Em 2016, a categoria foi subdividida em "Publicação infantil" e "Publicação juvenil". Os vencedores são escolhidos por votação entre profissionais da área (roteiristas, desenhistas, jornalistas, editores, pesquisadores etc.) a partir de uma lista de indicados elaborada pela comissão organizadora do evento.

## Vencedores e indicados
| Ano  | Obra                                                                                   | Autor(es)                                                                              | Editora                                                                                | Outros indicados | Notas         |
| ---- | -------------------------------------------------------------------------------------- | -------------------------------------------------------------------------------------- | -------------------------------------------------------------------------------------- | --- | ------------- |
| 2008 | As tiras clássicas da Turma da Mônica                                                  | Mauricio de Sousa                                                                      | Panini                                                                                 | - Histórias da Carolina (Globo) - Luluzinha (Devir) - Naruto (Panini) - Turma da Mônica (Panini) - Turma do Xaxado (Cedraz) - W.I.T.C.H. (Abril) | [ 3 ] [ 6 ]   |
| 2016 | Chico Bento # 1, 2, 3, 4, 5, 6, 7, 8                                                   | vários autores                                                                         | Panini                                                                                 | - A Princesinha de Darth Vader – ALEPH - Bear – Volume 2 – NEMO - Darth Vader e Filho – ALEPH - Dinastia dos Magos – INDEPENDENTE - Fifo – INDEPENDENTE - Maluquinho por Esporte – Globinho - O astronauta de pijama – MARSUPIAL/JUPATI - Pétalas – MARSUPIAL/JUPATI - Quack – v. 1 – DRACO | [ 5 ] [ 7 ]   |
| 2017 | O Roubo do Marsupilami                                                                 | Franquin                                                                               | SESI-SP                                                                                | - AS AVENTURAS COLONIAIS DE MINEIRÃO E ZÉ BONFIM (SESI-SP Editora) - BEABÁ (GAS – Grupo de Artes Sequenciais) - BOA NOITE, MARIA! (Estação Gráfica) - CRAFTANDO NEMO) - ELOIZA ATERRORIZA (SESI-SP Editora) - MÔNICA #19 (PANINI) - O GAROTO VIVO (SESI-SP Editora) - QUADRINHOS EXEMPLARES (SESI-SP Editora) - ZOOTOPIA (Pixel) | [ 8 ] [ 9 ]   |
| 2018 | Combo Rangers - Somos Iguais                                                           | Fábio Yabu e Michel Borges                                                             | JBC                                                                                    | - A abadia misteriosa - De volta a Solemnia - Livro do Samuca - O fantástico alfabeto lovecraft - Os sábados são como um grande balão vermelho - Quem vai parar Cyanure? - Sobrenatural Social Clube 3 - Turma da Mônica – Super almanaque #2 - Z de Zorglub | [ 10 ] [ 11 ] |
| 2019 | Os Diários de Amora                                                                    | Aurélie Neyret e Joris Chamblain                                                       | Nemo                                                                                   | - A Sociedade Secreta de Heróis – Sala de estudos da justiça - Clássicos do Cinema 61 – Cascão Porker - Crianças - Duas Vidas Giramundo - Inventices - Meninos e Dragões - Selvagem - Sunny – O Lado Bom da Vida - The End | [ 12 ] [ 13 ] |
| 2020 | Como Fazer Amigos e Enfrentar Fantasmas Gustavo Borges e Eric Peleias / independente   | Como Fazer Amigos e Enfrentar Fantasmas Gustavo Borges e Eric Peleias / independente   | Como Fazer Amigos e Enfrentar Fantasmas Gustavo Borges e Eric Peleias / independente   | - A Casa da Lua Cheia (Natália Vulpes / independente) - A Última Dança (Wesley Samp / independente) - Boa Noite, Planeta (Liniers / Vergara & Riba) - Bravo (Gui Lipari e Li Adisaka / independente) - Filhote de Mandrião (Rafael Marçal / independente) - Lumberjanes (Noelle Stevenson, Shannon Watters, Brooklyn Allen e Maarta Laiho / Devir) - Milka (Wagner Willian / Empíreo) - Mônica: Tesouros (Bianca Pinheiro / Panini Comics) - Princesa Astronauta Fantasma Em Aterrissagem Forçada (Ricardo J. Souza / independente) - Tuhú e o Andarilho do Tempo (André Vazzios / independente) | [ 14 ] [ 15 ] |
| 2021 | Cascão: Temporal Camilo Solano / Panini Comics                                         | Cascão: Temporal Camilo Solano / Panini Comics                                         | Cascão: Temporal Camilo Solano / Panini Comics                                         | - Emília: 100 Anos (Vários autores / Skript) - Fronteira (Eunuquis Aguiar, Malika Dahil e José Luiz / Dois Traços) - Inimigo Invisível (O Corre Coletivo) - Liga das Mulheres Cientistas (Vários autores / independente) - Marvel Action: Homem-Aranha nº 1 (Delilah S Dawson, Erik Burnham, Fico Ossio e Christopher Jones / Panini Comics) - Papai, Cadê o Vovô? (Afonso Padilha e Guilherme Bandeira / independente) - Ritos de Passagem: Quando Éramos Irmãos (Lucas Marques / AVEC) - Sublime (Marcio R. Garcia / Inverso) - Três É Demais (João Marcos / Abacatte) | [ 16 ] [ 17 ] |
| 2022 | Como Fazer Amigos e Enfrentar Alienígenas Gustavo Borges e Eric Peleias / independente | Como Fazer Amigos e Enfrentar Alienígenas Gustavo Borges e Eric Peleias / independente | Como Fazer Amigos e Enfrentar Alienígenas Gustavo Borges e Eric Peleias / independente | - A Chuva É Importante! (Lucas Ramon / independente) - Biribinhas: A Rua dos Paralelepípedos Dourados (John Symon / independente) - Cansei de Ser Monstro (Thais Leal e Guilherme de Sousa / independente) - Na Luz (Verônica Saiki / independente) - Olivia foi pra Lua (Galvão Bertazzi / Beleleu) - Queridos Supervilões (Michael Northrop e Gustavo Duarte / Panini Comics) - Rumi (Caio Zero / Incompleta) - Turma da Mônica - Clássicos do Cinema: O Coiso (Panini Comics) - Uma Nuvem no Seu Oliveira (Phellip Willian e Eduardo Ribas / independente) | [ 18 ] [ 19 ] |
| 2023 | Amantikir Lillo Parra e Jefferson Costa / Trem Fantasma                                | Amantikir Lillo Parra e Jefferson Costa / Trem Fantasma                                | Amantikir Lillo Parra e Jefferson Costa / Trem Fantasma                                | - Big Hug (Melissa Garabeli e Phellip Willian / independente) - Ciça, a Menina Saci (Lucas Marques e Bruno Prosaiko / AVEC) - Como Fazer Amigos e Enfrentar Feiticeiros (Gustavo Borges e Eric Peleias / independente) - Contos de Griô: A Origem do Tambor (Ana Cristina, Jean Lins, Daiandreson Victor e Ari Firmino / independente) - Dias de Lontra (Gui Lipari e Li Adisaka / Balão) - Djou: De Outro Mundo (Flávia Lins e Renata Richard / Universo Guará) - Lumberjanes Volume 5: Banda Reunida (Noelle Stevenson, Shannon Watters e Brooklyn Allen / Devir) - Maramunhã - Uma Lenda Manaus (Evaldo Vasconcelos, Rayanne Cardoso, Malu Meneses e Izabelle Regina / independente) - O Jardim Encantado onde Moram as Estrelas (Brenda Bossato / independente) | [ 20 ] [ 21 ] |